# Klasizm

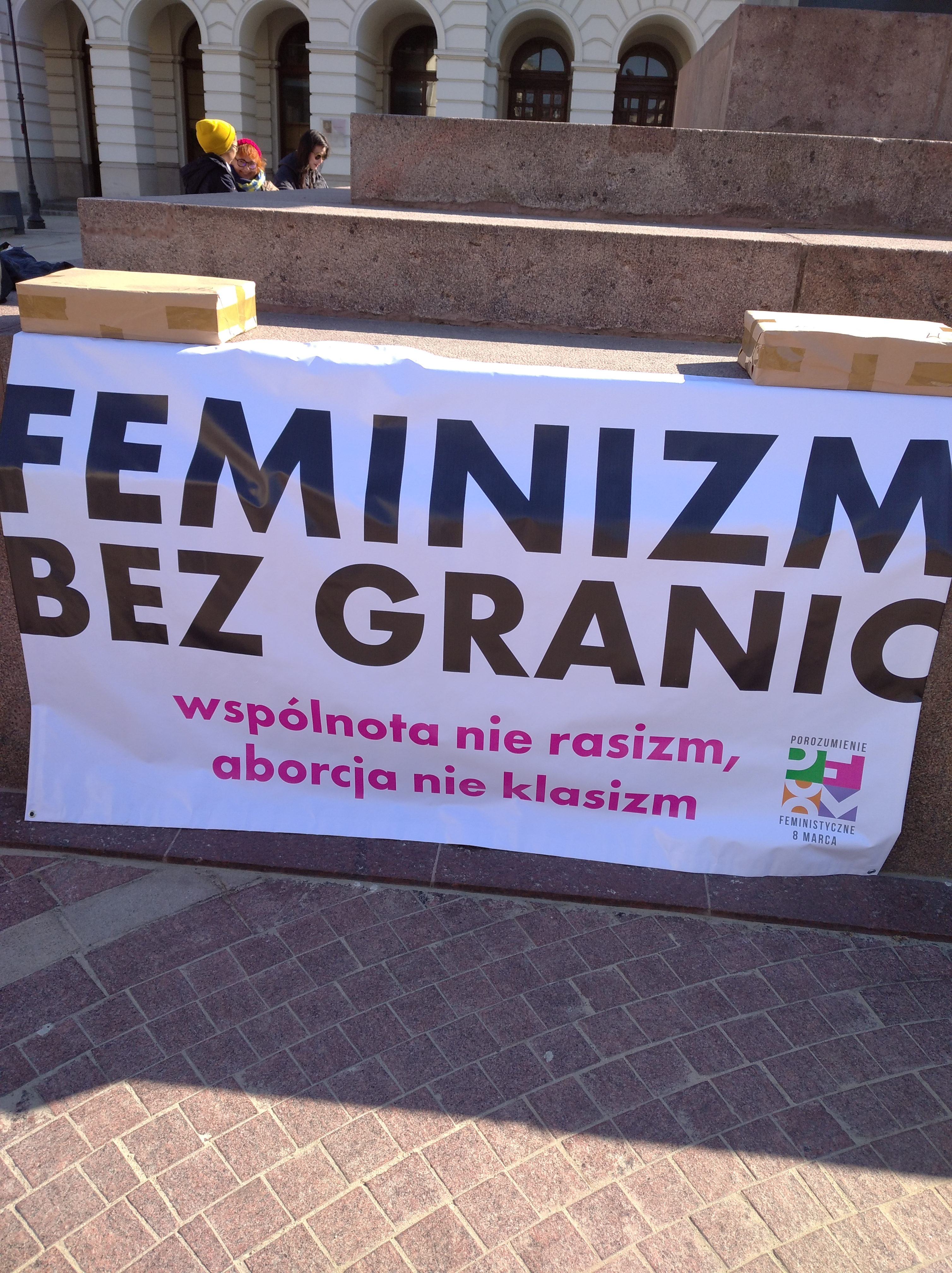
Antyklasistowski baner wywieszony w trakcie Manify w Warszawie (2022).

Klasizm, dyskryminacja klasowa – określenie powiązane z koncepcją walki klas, oznacza w największym uproszczeniu uprzedzenie lub dyskryminację ze względu na klasę społeczną. Obejmuje indywidualne postawy, zachowania, politykę i systemowe praktyki, które dają korzyści klasie wyższej kosztem klasy niższej. 
Klasa społeczna odnosi się w tym kontekście nie tylko do klas w ujęciu marksistowskim jako warstw społecznych ale szerzej do sposobu grupowania ludności w hierarchii opartego na bogactwie, dochodach, edukacji, zawodzie i sieci społecznej.

## Historia
Struktury klasowe istniały w uproszczonej formie w społeczeństwach przedrolnych, ale zaczęły się kształtować w kompleksowe struktury dopiero po powstaniu cywilizacji opartych na rolnictwie z nadwyżką żywności. Klasizm jako zjawisko pojawił się dopiero w XVIII wieku. Lista, według której ludzie byli sklasyfikowani od najniższego statusu do najwyższego, zaczynała się od poddanych lub chłopów, przez rycerzy lub szlachtę, aż do monarchy.
Współczesny klasizm, z mniej sztywnymi strukturami klasowymi, jest trudniejszy do zidentyfikowania. Psycholog Thomas Fuller-Rowell stwierdza: „Doświadczenia dyskryminacji [klasowej] są często subtelne, a nie rażące, a dokładny powód niesprawiedliwego traktowania często nie jest dla ofiary jasny”.

## Intersekcjonalność
Nierówności społeczno-ekonomiczne, rasowe/etniczne i płciowe są szeroko opisywane, ale sposób intersekcji tych trzech osi opresji i dyskryminacji, widoczny m.in. w wynikach akademickich i pozaakademickich dzieci w wieku szkolnym w USA, nie jest jeszcze dobrze zrozumiany.
Według Slavoja Žižka również w przypadku feminizmu dyskryminacja klasowa ma duże znaczenie. Uważa on, że feminizm „może funkcjonować jako ideologiczne narzędzie dla wyższej klasy średniej potwierdzające jej wyższość nad »patriarchalnymi i nietolerancyjnymi« klasami niższymi”.

## Klasizm personalny i zinstytucjonalizowany
Termin „klasizm” może odnosić się do osobistych uprzedzeń wobec klas niższych, a także do instytucjonalnego klasizmu, podobnie jak termin „rasizm” może odnosić się wyłącznie do osobistych uprzedzeń lub rasizmu instytucjonalnego. Ten ostatni został zdefiniowany jako „sposób, w jaki świadomy lub nieświadomy klasizm przejawia się w różnych instytucjach naszego społeczeństwa”.
Podobnie jak w przypadku klas społecznych, różnica w statusie społecznym między ludźmi decyduje o tym, jak zachowują się względem siebie oraz o uprzedzeniach, jakie prawdopodobnie mają wobec siebie. Osoby o wyższym statusie na ogół nie mieszają się z osobami o niższym statusie i często są w stanie wpływać na działania innych ludzi poprzez oddziaływanie na prawa i standardy społeczne.
Czasami zamiast słowa „personalny” w określeniu „klasizm personalny” używa się słowa „interpersonalny”. Kontrastuje on z klasizmem zinstytucjonalizowanym, na przykład w definicji klasizmu Association of Magazine Media: „wszelkie postawy lub praktyki instytucjonalne, które podporządkowują ludzi ze względu na dochód, zawód, wykształcenie i / lub ich sytuację ekonomiczną”.
Klasizm, zarówno personalny, jak i zinstytucjonalizowany, dotyka już dzieci w wieku szkolnym – potrafią one oceniać status społeczno-ekonomiczny rówieśników, a dzieci z rodzin o wyższym statusie majątkowym się wywyższają jako „elita” i wyśmiewają z biedniejszych. Uczniowie z klas niższych oprócz stygmatyzacji przez rówieśników (klasizm personalny) doświadczają nierównego traktowania przez szkołę i system oświatowy (klasizm zinstytucjonalizowany).
Klasizm jest dzielony czasem na więcej niż dwie kategorie, na przykład klasizm „osobisty, instytucjonalny i kulturowy”. 

## W mediach
Dyskryminację klasową można zaobserwować w wielu różnych formach mediów, takich jak programy telewizyjne, filmy i media społecznościowe. Ma ona również charakter systemowy, i jej implikacje mogą pozostać niezauważone w mediach konsumowanych przez społeczeństwo. Dyskryminacja klasowa w mediach pokazuje, co ludzie czują i myślą o klasizmie. Widząc dyskryminację klasową w filmach i programach telewizyjnych, ludzie mogą wierzyć, że tak właśnie jest w prawdziwym życiu, niezależnie od tego, jaka klasa jest prezentowana. Dzieci mogą być narażone na dyskryminację klasową poprzez filmy, mając szeroką pulę dochodowych filmów bez ograniczeń wiekowych przedstawiających klasizm w różnych kontekstach. Dzieci mogą rozwinąć w sobie uprzedzenia, przejawiane już w wieku szkolnym, ale też i w dorosłości, co wskazuje na problemy z dyskryminacją klasową w mediach. 
Media odgrywają ważną rolę w postrzeganiu różnych grup ludzi, co może wzmacniać uprzedzenia. Osoby o niskich dochodach są często portretowane jako brudne, niewykształcone, niekulturalne i bezdomne. Dzięki mediom ludzie mogą też zwiększać wiedzę o innych klasach społecznych, albo używać ich, żeby szerzyć swoje poglądy. W niektórych przypadkach negatywne przedstawienie klasy społecznej, może mieć wpływ na życie szkolne i społeczne jej członków – badanie z 2012 pokazało, że stygmatyzacja biedy prowadzi do dyskryminacji klasowej, która wywiera negatywny wpływ na zdrowie (na przykładzie nastolatków z Nowego Jorku). 